# Непейпієв Руслан Олексійович
Руслан Олексійович Непейпієв (нар. 3 червня 2003, Банилів-Підгірний, Чернівецька область, Україна) — український футболіст, вінгер.

## Спортивна кар'єра
Народився в Банилові Підгірному. Непейпієв розпочав свою кар'єру в сусідній Сторожинецькій ДЮСШ, де його першим тренером був Василь Гешко, а потім тренувався у системах ДЮСШ «Буковина» та львівських «Карпат».
У вересні 2020 року підписав контракт із клубом української Прем'єр-ліги «Рух» (Львів), але грав лише в юнацькому та молодіжному чемпіонаті України, а за дорослу команду дебютував в українській Прем'єр-лізі 28 серпня 2022 року, вийшовши на заміну в другому таймі у виїзному матчі проти «Колоса» з Ковалівки, у якому його команда програла 2:0. Паралельно він виступав за команду резервістів «Рух-2»: з 2021 в Прем'єр-лізі Львівської області (зокрема, став найкращим бомбардиром сезону 2021 в області з 5 голами), а зі здобуттям дублем професіонального статусу влітку 2023 — став гравцем основного складу команди в другій лізі.
У літнє міжсезоння 2024 року на правах оренди перейшов до складу київського клубу «Лівий берег», за який дебютував 9 серпня того ж року вийшовши на заміну в другому таймі у домашньому (0:3) матчі УПЛ проти полтавської «Ворскли».

## Досягнення
«Рух U-19»
- Юнацький чемпіонат України:
  -  Чемпіон (2): 2021/22, 2022/23

## Статистика
Станом на 4 травня 2025 року
| Турніри                | Матчі | Кількість забитих м'ячів |
| ---------------------- | ----- | ------------------------ |
| Національні            |       |                          |
| Прем'єр-ліга України   | 6     | 0                        |
| Кубок України          | 2     | 0                        |
| Перша ліга України     | 5     | 1                        |
| Друга ліга України     | 25    | 5                        |
| Всього                 | 38    | 6                        |
| Прем'єр-ліга (U-21)    | 3     | 0                        |
| Прем'єр-ліга (U-19)    | 65    | 27                       |
| Всього                 | 68    | 27                       |
| Міжнародні             |       |                          |
| Юнацька ліга УЄФА      | 1     | 1                        |
| Юнацька збірна України | 1     | 0                        |
| Всього                 | 2     | 1                        |
| Всього за кар'єру      | 108   | 34                       |